# Batu Gajah Baru
Batu Gajah Baru is een bestuurslaag in het regentschap Musi Rawas van de provincie Zuid-Sumatra, Indonesië. Batu Gajah Baru telt 1204 inwoners (volkstelling 2010).